# Мирзочул
Мирзочул (тадж. Мирзочӯл) — село в районе Рудаки Республики Таджикистан. Входит в состав джамоата (сельской общины) Чоряккорон района Рудаки.
Находится недалеко от г. Душанбе, на расстоянии 27 км от райцентра (пгт. Сомониён) и 5 км от центра общины (село Чоряккорон).
Население — 2400 чел. (2017).